# Función hiperbólica

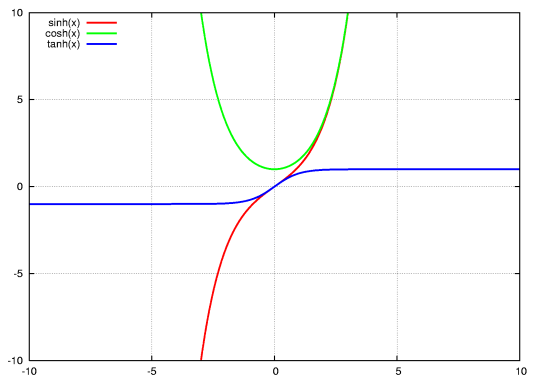
Curvas de las funciones hiperbólicas
sinh, cosh y tanh

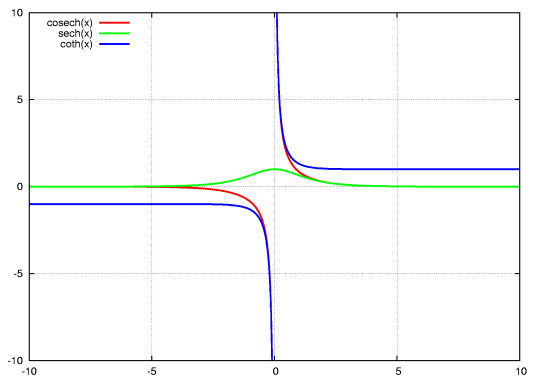
Curvas de las funciones hiperbólicas
csch, sech y coth

Las funciones hiperbólicas son unas funciones cuyas definiciones se basan en la función exponencial, están ligadas entre sí mediante operaciones racionales y son análogas a las funciones trigonométricas.
En matemáticas, las funciones hiperbólicas son análogas a las funciones trigonométricas ordinarias, pero definidas usando la hipérbola en lugar del círculo. Así como los puntos (cos t, sen t) forman un círculo de radio unitario, los puntos (cosh t, sinh t) forman la mitad derecha de la hipérbola unitaria. También, de forma similar a como las derivadas de sin(t) y cos(t) son cos(t) y -sin(t) respectivamente, las derivadas de sinh(t) y cosh(t) son cosh(t) y +sinh(t) respectivamente.
Las funciones hiperbólicas aparecen en los cálculos de ángulos y distancias en geometría hiperbólica. También aparecen en las soluciones de muchas ecuaciones diferenciales lineales (como la ecuación que define una catenaria), ecuaciones cúbicas, y ecuación de Laplace en coordenadas cartesianas. Las ecuaciones de Laplace son importantes en muchas áreas de la física, incluyendo la teoría electromagnética, la transferencia de calor, la dinámica de fluidos y la relatividad especial.

## Funciones hiperbólicas básicas

Un rayo a través de la hipérbola unitaria x^{2} - y^{2} = 1 en el punto (cosh a, sinh a), donde a es el doble del área entre el rayo, la hipérbola y el eje x. Para puntos de la hipérbola por debajo del eje x, el área se considera negativa (véase versión animada con comparación con las funciones trigonométricas (circulares)

Las funciones hiperbólicas básicas son:
- seno hiperbólico "sinh" ( /ˈsɪŋ,_ˈsɪntʃ,_ˈʃaɪn/),[3]
- coseno hiperbólico "cosh" ( /ˈkɒʃ,_ˈkoʊʃ/),[4]

de las que se derivan:
- tangente hiperbólica "tanh" ( /ˈtæŋ,_ˈtæntʃ,_ˈθæn/),[6]
- cosecante hiperbólica "csch" o "cosech" ( /ˈkoʊsɛtʃ,_ˈkoʊʃɛk/[4]).
- secante hiperbólica "sech" ( /ˈsɛtʃ,_ˈʃɛk/),[7]
- cotangente hiperbólica "coth" ( /ˈkɒθ,_ˈkoʊθ/),[8][9]

correspondientes a las funciones trigonométricas derivadas.
El seno hiperbólico
{\displaystyle \sinh(x)={\frac {e^{x}-e^{-x}}{2}}}

El coseno hiperbólico
{\displaystyle \cosh(x)={\frac {e^{x}+e^{-x}}{2}}}

La tangente hiperbólica
{\displaystyle \tanh(x)={\frac {\sinh(x)}{\cosh(x)}}}

y otras líneas:
{\displaystyle \coth(x)={\frac {\cosh(x)}{\sinh(x)}}}
(cotangente hiperbólica)
{\displaystyle {\mbox{sech}}(x)={\frac {1}{\cosh(x)}}}
(secante hiperbólica)
{\displaystyle {\mbox{csch}}(x)={\frac {1}{\sinh(x)}}}
(cosecante hiperbólica)
Las funciones hiperbólicas inversas son:
- seno hiperbólico de área "arsinh" (también denotado "sinh-1", "asinh" o a veces "arcsinh")[11][12][13]
- coseno hiperbólico de área "arcosh" (también denotado "cosh-1", "acosh" o a veces "arccosh").
- y así sucesivamente.

.
Las funciones hiperbólicas toman un argumento real llamado ángulo hiperbólico. El tamaño de un ángulo hiperbólico es el doble del área de su sector hiperbólico. Las funciones hiperbólicas pueden definirse en términos del piernas de un triángulo rectángulo que cubre este sector.
En análisis complejo, las funciones hiperbólicas surgen al aplicar las funciones seno y coseno ordinarias a un ángulo imaginario. El seno y el coseno hiperbólicos son funciones enteras. En consecuencia, las demás funciones hiperbólicas son meromórfica en todo el plano complejo.
Por teorema de Lindemann-Weierstrass, las funciones hiperbólicas tienen un valor trascendental para cada valor algebraico no nulo del argumento.
Las funciones hiperbólicas fueron introducidas en la década de 1760 de forma independiente por Vincenzo Riccati y Johann Heinrich Lambert. Riccati utilizó Sc. y Cc. (sinus/cosinus circulare) para referirse a las funciones circulares y Sh. y Ch. (sinus/cosinus hyperbolico) para referirse a las funciones hiperbólicas. Lambert adoptó los nombres, pero alteró las abreviaturas a las que se usan hoy en día. Actualmente también se utilizan las abreviaturas sh, ch, th, cth, dependiendo de las preferencias personales.

## Relación entre funciones hiperbólicas y funciones circulares
Las funciones trigonométricas sin(t) y cos(t) pueden ser las coordenadas cartesianas (x,y) de un punto P sobre la circunferencia unitaria centrada en el origen, donde es t el ángulo, medido en radianes, comprendido entre el semieje positivo X, y el segmento OP, según las siguientes igualdades:
{\displaystyle \left\{{\begin{matrix}x(t)=\cos t\\y(t)=\sin t\end{matrix}}\right.}
También puede interpretarse el parámetro t como la longitud del arco de circunferencia unitaria comprendido entre el punto (1,0) y el punto P, o como el doble del área del sector circular determinado por el semieje positivo X, el segmento OP y la circunferencia unitaria.

Animación de la representación del seno hiperbólico.

De modo análogo, podemos definir las funciones hiperbólicas, como las coordenadas cartesianas (x,y) de un punto P de la hipérbola equilátera, centrada en el origen, cuya ecuación es
{\displaystyle \ x^{2}-y^{2}=1}
siendo t el doble del área de la región comprendida entre el semieje positivo X, y el segmento OP y la hipérbola, según las siguientes igualdades:
{\displaystyle \left\{{\begin{matrix}x(t)=\cosh t\\y(t)=\sinh t\end{matrix}}\right.}
Sin embargo, también puede demostrarse que es válida la siguiente descripción de la hipérbola:
{\displaystyle \ x(t)={\frac {e^{t}+e^{-t}}{2}}}
{\displaystyle \ y(t)={\frac {e^{t}-e^{-t}}{2}}}
dado que
{\displaystyle \ \left({\frac {e^{t}+e^{-t}}{2}}\right)^{2}-\left({\frac {e^{t}-e^{-t}}{2}}\right)^{2}=1}
De modo que el coseno hiperbólico y el seno hiperbólico admiten una representación en términos de funciones exponenciales de variable real:
{\displaystyle \ \cosh(t)={\frac {e^{t}+e^{-t}}{2}}}
{\displaystyle \ \sinh(t)={\frac {e^{t}-e^{-t}}{2}}}

## Relaciones

### Ecuación fundamental
{\displaystyle \cosh ^{2}(x)-\,\mathrm {sinh} ^{2}(x)=1\,}

### Duplicación del argumento
Se tienen las siguientes fórmulas muy similares a sus correspondientes trigonométricas
{\displaystyle \cosh(x+y)=\cosh(x)\cosh(y)+\sinh(x)\sinh(y)}
{\displaystyle \cosh(x-y)=\cosh(x)\cosh(y)-\sinh(x)\sinh(y)}
que lleva a la siguiente relación:
{\displaystyle \cosh(2x)=\cosh ^{2}(x)+\,\mathrm {sinh} ^{2}(x)}
y por otra parte
{\displaystyle \mathrm {sinh} (x+y)=\mathrm {sinh} (x)\cosh(y)+\mathrm {sinh} (y)\cosh(x)}
{\displaystyle \mathrm {sinh} (x-y)=\mathrm {sinh} (x)\cosh(y)-\mathrm {sinh} (y)\cosh(x)}
que lleva a:
{\displaystyle \mathrm {sinh} (2x)=2\,\mathrm {sinh} (x)\cosh(x)}
se tiene esta otra relación
{\displaystyle \tanh(x+y)={\frac {\tanh(x)+\tanh(y)}{1+\tanh(x)\tanh(y)}}}
que permite obtener
{\displaystyle \tanh(2x)={\frac {2\tanh x}{1+\tanh ^{2}x}}}

## Derivación e integración
Al ser combinaciones racionales de las funciones derivables ex y e-x , existen derivadas en los puntos definidos que tienen igualmente semejanzas con funciones trigonométricas.

Todas se deducen a partir de:
{\displaystyle {d \over dx}{{{\bigl (}e^{x}-e^{-x}{\bigr )}} \over 2}}

Por tanto, las derivadas de las funciones trigonométricas son las siguientes:
{\displaystyle {\frac {d\ }{dx}}(\,\mathrm {senh} \,(x))=\cosh(x)}

{\displaystyle {\frac {d\ }{dx}}(\cosh(x))=\,\mathrm {sinh} \,(x)}
{\displaystyle {\frac {d\ }{dx}}(\,\tanh(x))=\mathrm {sech} ^{2}(x)}
{\displaystyle {\frac {d\ }{dx}}(\mathrm {coth} (x))=-\mathrm {csch} ^{2}(x)}
{\displaystyle {\frac {d\ }{dx}}(\mathrm {sech} (x))=-\mathrm {sech} (x)\tanh(x)}
{\displaystyle {\frac {d\ }{dx}}(\mathrm {csch} (x))=-\mathrm {csch} (x)\mathrm {coth} (x)}

Estas fórmulas conducen de manera análoga las de integración. Además la integración al ser la operación inversa de la derivación es trivial en este caso.
El gráfico de la función cosh(x) se denomina catenaria.
A continuación, las fórmulas de integrales:
{\displaystyle \int \mathrm {senh} (x)\,dx=\cosh(x)+C}

{\displaystyle \int \mathrm {cosh} (x)\,dx=\sinh(x)+C}
{\displaystyle \int \mathrm {sech} ^{2}(x)\,dx=\mathrm {tanh} (x)+C}

{\displaystyle \int \mathrm {csch} ^{2}(x)\,dx=-\mathrm {coth} (x)+C}

{\displaystyle \int \mathrm {sech} (x)\,\mathrm {tanh} (x)\,dx=-\mathrm {sech} (x)+C}

{\displaystyle \int \mathrm {csch} (x)\,\mathrm {coth} (x)\,dx=-\mathrm {csch} (x)+C}

## Relación con la función exponencial
De la relación del coseno y seno hiperbólico se pueden derivar las siguientes relaciones:
{\displaystyle e^{x}=\cosh x+\sinh x\!}
y
{\displaystyle e^{-x}=\cosh x-\sinh x.\!}
Éstas expresiones son análogas a las que están en términos de senos y cosenos, basadas en la fórmula de Euler, como suma de exponenciales complejos.
{\displaystyle e^{ix}=\cos x+i\sin x.}
Adicionalmente,
{\displaystyle e^{x}={\sqrt {\frac {1+\tanh x}{1-\tanh x}}}={\frac {1+\tanh {\frac {x}{2}}}{1-\tanh {\frac {x}{2}}}}}

## Expresiones en forma de serie de Taylor
Es posible expresar explícitamente la serie de Taylor en cero (o la serie de Laurent, si la función no está definida en cero) de las funciones anteriores.
{\displaystyle \sinh x=x+{\frac {x^{3}}{3!}}+{\frac {x^{5}}{5!}}+{\frac {x^{7}}{7!}}+\cdots =\sum _{n=0}^{\infty }{\frac {x^{2n+1}}{(2n+1)!}}}
Esta serie es convergente para todo valor complejo de x. Puesto que la función sinh x es impar, solo los exponentes impares de x aparecen en esta serie de Taylor.
{\displaystyle \cosh x=1+{\frac {x^{2}}{2!}}+{\frac {x^{4}}{4!}}+{\frac {x^{6}}{6!}}+\cdots =\sum _{n=0}^{\infty }{\frac {x^{2n}}{(2n)!}}}
Esta serie es convergente para todo valor complejo de x. Puesto que la función cosh x es par, solo los exponentes pares de x aparecen en esta serie de Taylor.
La suma de las series del sinh y cosh es la expresión en forma de serie de taylor de la función exponencial.
Las siguientes series se obtienen de la descripción de un subconjunto de su radio de convergencia, donde la serie es convergente y su suma es igual a la función.
{\displaystyle {\begin{aligned}\tanh x&=x-{\frac {x^{3}}{3}}+{\frac {2x^{5}}{15}}-{\frac {17x^{7}}{315}}+\cdots =\sum _{n=1}^{\infty }{\frac {2^{2n}(2^{2n}-1)B_{2n}x^{2n-1}}{(2n)!}},\qquad \left|x\right|<{\frac {\pi }{2}}\\\coth x&=x^{-1}+{\frac {x}{3}}-{\frac {x^{3}}{45}}+{\frac {2x^{5}}{945}}+\cdots =\sum _{n=0}^{\infty }{\frac {2^{2n}B_{2n}x^{2n-1}}{(2n)!}},\qquad 0<\left|x\right|<\pi \\\operatorname {sech} \,x&=1-{\frac {x^{2}}{2}}+{\frac {5x^{4}}{24}}-{\frac {61x^{6}}{720}}+\cdots =\sum _{n=0}^{\infty }{\frac {E_{2n}x^{2n}}{(2n)!}},\qquad \left|x\right|<{\frac {\pi }{2}}\\\operatorname {csch} \,x&=x^{-1}-{\frac {x}{6}}+{\frac {7x^{3}}{360}}-{\frac {31x^{5}}{15120}}+\cdots =\sum _{n=0}^{\infty }{\frac {2(1-2^{2n-1})B_{2n}x^{2n-1}}{(2n)!}},\qquad 0<\left|x\right|<\pi \end{aligned}}}
donde:
{\displaystyle B_{n}\,} es el n-ésimo número de Bernoulli
{\displaystyle E_{n}\,} es el n-ésimo número de Euler

## Tablas de conversión
| Función                                   | {\displaystyle \sinh }                                        | {\displaystyle \cosh }                                                              | {\displaystyle \tanh }                                        | {\displaystyle \coth }                                                       | {\displaystyle \operatorname {sech} }                                                                              | {\displaystyle \operatorname {csch} }                                                                       |
| ----------------------------------------- | ------------------------------------------------------------- | ----------------------------------------------------------------------------------- | ------------------------------------------------------------- | ---------------------------------------------------------------------------- | --- | --- |
| {\displaystyle \sinh(x)=}                 | {\displaystyle \sinh(x)\,}                                    | {\displaystyle \operatorname {sgn}(x){\sqrt {\cosh ^{2}(x)-1}}}                     | {\displaystyle {\frac {\tanh(x)}{\sqrt {1-\tanh ^{2}(x)}}}}   | {\displaystyle {\frac {\operatorname {sgn}(x)}{\sqrt {\coth ^{2}(x)-1}}}}    | {\displaystyle \operatorname {sgn}(x){\frac {\sqrt {1-\operatorname {sech} ^{2}(x)}}{\operatorname {sech} (x)}}}   | {\displaystyle {\frac {1}{\operatorname {csch} (x)}}}                                                       |
| {\displaystyle \cosh(x)=}                 | {\displaystyle \,{\sqrt {1+\sinh ^{2}(x)}}}                   | {\displaystyle \,\cosh(x)}                                                          | {\displaystyle \,{\frac {1}{\sqrt {1-\tanh ^{2}(x)}}}}        | {\displaystyle \,{\frac {\left\|\coth(x)\right\|}{\sqrt {\coth ^{2}(x)-1}}}} | {\displaystyle \,{\frac {1}{\operatorname {sech} (x)}}}                                                            | {\displaystyle \,{\frac {\sqrt {1+\operatorname {csch} ^{2}(x)}}{\left\|\operatorname {csch} (x)\right\|}}} |
| {\displaystyle \tanh(x)=}                 | {\displaystyle \,{\frac {\sinh(x)}{\sqrt {1+\sinh ^{2}(x)}}}} | {\displaystyle \,\operatorname {sgn}(x){\frac {\sqrt {\cosh ^{2}(x)-1}}{\cosh(x)}}} | {\displaystyle \,\tanh(x)}                                    | {\displaystyle \,{\frac {1}{\coth(x)}}}                                      | {\displaystyle \,\operatorname {sgn}(x){\sqrt {1-\operatorname {sech} ^{2}(x)}}}                                   | {\displaystyle \,{\frac {\operatorname {sgn}(x)}{\sqrt {1+\operatorname {csch} ^{2}(x)}}}}                  |
| {\displaystyle \coth(x)=}                 | {\displaystyle \,{\frac {\sqrt {1+\sinh ^{2}(x)}}{\sinh(x)}}} | {\displaystyle \,\operatorname {sgn}(x){\frac {\cosh(x)}{\sqrt {\cosh ^{2}(x)-1}}}} | {\displaystyle \,{\frac {1}{\tanh(x)}}}                       | {\displaystyle \,\coth(x)}                                                   | {\displaystyle \,{\frac {\operatorname {sgn}(x)}{\sqrt {1-\operatorname {sech} ^{2}(x)}}}}                         | {\displaystyle \,\operatorname {sgn}(x){\sqrt {1+\operatorname {csch} ^{2}(x)}}}                            |
| {\displaystyle \operatorname {sech} (x)=} | {\displaystyle \,{\frac {1}{\sqrt {1+\sinh ^{2}(x)}}}}        | {\displaystyle \,{\frac {1}{\cosh(x)}}}                                             | {\displaystyle \,{\sqrt {1-\tanh ^{2}(x)}}}                   | {\displaystyle \,{\frac {\sqrt {\coth ^{2}(x)-1}}{\left\|\coth(x)\right\|}}} | {\displaystyle \,\operatorname {sech} (x)}                                                                         | {\displaystyle \,{\frac {\left\|\operatorname {csch} (x)\right\|}{\sqrt {1+\operatorname {csch} ^{2}(x)}}}} |
| {\displaystyle \operatorname {csch} (x)=} | {\displaystyle \,{\frac {1}{\sinh(x)}}}                       | {\displaystyle \,{\frac {\operatorname {sgn}(x)}{\sqrt {\cosh ^{2}(x)-1}}}}         | {\displaystyle \,{\frac {\sqrt {1-\tanh ^{2}(x)}}{\tanh(x)}}} | {\displaystyle \,\operatorname {sgn}(x){\sqrt {\coth ^{2}(x)-1}}}            | {\displaystyle \,\operatorname {sgn}(x){\frac {\operatorname {sech} (x)}{\sqrt {1-\operatorname {sech} ^{2}(x)}}}} | {\displaystyle \,\operatorname {csch} (x)}                                                                  |

## Funciones hiperbólicas inversas
Las funciones hiperbólicas inversas son las funciones inversas de las funciones hiperbólicas. Para un valor dado de una función hiperbólica, la función hiperbólica inversa correspondiente proporciona el ángulo hiperbólico.